# Montana tomini
Montana tomini är en insektsart som först beskrevs av Pylnov 1916.  Montana tomini ingår i släktet Montana och familjen vårtbitare. Inga underarter finns listade i Catalogue of Life.